# Csikász Lajos
Csikász Lajos, írói álnéven Aaron F. Loacher (Kunszentmárton, 1964. március 8. – Szeged, 2021. szeptember 29.) magyar író.
Első novellái az X-Magazinban jelentek meg. Az 1998-ban a Lazi Kiadónál megjelent Időjárőr 1999-ben elnyerte a legjobb magyar sci-fi regénynek járó Zsoldos Péter-díjat. Az Időjárőr folytatása, Az Idő kalózai 2001-ben jelent meg a Cherubion Kiadó gondozásában. 2010-ben Töredékek című novellája első helyezést ért el a „Most már nyitni kell – Történetek Avanából" című irodalmi pályázaton. 2013-ban jelent meg az Anjou-lobogók alatt sorozat nyitókötete, az „Ezüst sávok, arany liliomok” című történelmi regény, majd 2015-ben a folytatásai, a Diadalmas liliomok és az Éjszín liliomok, 2016-ban pedig a Haragvó liliomok. 2016 őszén jelent meg az új sorozatának, A félhold alkonyának nyitókötete: Vörös-kék lobogók.

## Életpályája
1988-ban földrajz–történelem szakos középiskolai tanári oklevelet kapott a Szegedi Tudományegyetemen. 1995-ben számítógépes rendszergazda végzettségett szerzett.

## Művei
- Fejezetek a földrajz történetéből. Az őskori és ókori földrajz; Janus Pannonius Tudományegyetem, Pécs, 1995

### Novellák
- A teremtés nyolcadik napja
- A Felismerhetetlenül Megismert Tartomány
- A bűvész
- Allergia
- Retúr
- Töredékek
- A futár (Oltár, kard, legenda, 2015)
- Álomkapu (Ajtók és átjárók, 2016)
- Hajnalfény (Mítoszok és legendák, 2016)
- Farkasok (Oratores Bellatores Laboratores, 2017)

### Regények
Időjárőr sorozat:
- Aaron F. Loacher: Őrjárat az időben. Időjárőr; LAZI, Szeged, 1998
- Az Idő kalózai

Anjou-lobogók alatt sorozat:
- Ezüst sávok, arany liliomok (2013)
- Diadalmas liliomok (2015)
- Éjszín liliomok (2015)
- Haragvó liliomok (2016)
- Megátkozottak (2018) (az "Anjou-lobogók alatt" című sorozat előzménykötete)

A félhold alkonya sorozat:
- Vörös-kék lobogók (2016)
- A kuruc király (2017)[2]
- Arany és vér (2018)

Rákóczi sorozat:
- Az utolsó oroszlánkölyök (2017)
- A két fejedelemasszony (2018)